# Enzo Cabrera
Enzo Carlo Cabrera Borlando (Santiago, Chile, 1 de abril de 1985) es un exfutbolista chileno. Jugaba de mediocampista.

## Clubes
| Club           | País  | Año       |
| -------------- | ----- | --------- |
| Audax Italiano | Chile | 2006-2011 |
| Everton        | Chile | 2012      |
| Magallanes     | Chile | 2013      |
| Audax Italiano | Chile | 2013      |